# Historiesyn
Historiesyn är ett annat ord för historiskt tolkningsperspektiv, det vill säga en specifik syn på vilka drivkrafter som är avgörande för samhälleliga förändringar under olika tidsepoker. En populär liknelse är att det rör sig om olika slags "glasögon" som man applicerar i den historiska analysen.
Man kan grovt gruppera historiesyn i olika kategorier: religiös/moralisk, idealistisk, materialistisk, deterministisk, kritisk, nationalistisk, eklektisk, emancipatorisk; allt utifrån vilken uppfattning man har om vad som driver fram förändringar. Ibland är det en enskild filosofs eller historikers tankar som ligger till grund för historiesynen; ibland har den utvecklats successivt med ett deltagande av många historiker och andra tänkare.
Studiet av historieskrivningens historia kallas historiografi.

## Historiematerialistisk historiesyn
Historiematerialistisk historiesyn (materialistische Geschichtsauffassung i Marx och Engels definition; även kallad materialistisk historiesyn) innebär att man ser sociala förhållanden och produktionssättets immanenta logik som avgörande för historiens utveckling.
Karl Marx och Friedrich Engels är den historiska materialismens mest kända företrädare. Enligt Marx och Engels är allt som vi kallar verkligheten något som blir till genom historien: historiska processer är alltså inget annat än resultatet av mänskliga förhållanden i naturen (det vill säga "materiella"). Engels och Marx utgick från Hegels idéer om relationen mellan tanken, människan och samhället. Dock menade de att det inte var tanken som formade människan och därmed samhället i stort. Det är däremot samhällsrelationerna som påverkar människan och hennes sätt att tänka. Alltså formar samhället människan; kultur är ett resultat av människors sociala förhållanden. Dessa sociala förhållanden beror i sin tur på produktionsförhållandena i samhället, vilka i sin tur är betingade av det rådande produktionssättets egna immanenta sociala logik.
Historiens utveckling kan enligt den materialistiska historiesynen förklaras genom att studera vilka sociala klasser som fanns i olika perioder samt i synnerhet vilka motsättningar som fanns dessa klasser emellan.
Marx och Engels fäste avgörande vikt vid klasskampen som motor i samhällsutvecklingen: "Historien om alla hittillsvarande samhällen är historien om klasskamp". Det finns dock inget absolut samband mellan historiematerialism och socialism. Däremot innebär att den materialistiska historiesynen avlägsnar idén om moral och idéer som motorer i den historiska utvecklingen. Historiens olika faser kan ses som resultat av motsättningar, konflikter och spänningar; med andra ord resultat av dialektiken förverkligad i historia.

### Exempel
- Att det var ekonomiska och sociala faktorer som var avgörande för andra världskrigets utbrott.
- Att de främsta faktorer till att franska revolutionen bröt ut var delvis förtrycket av bönderna och skyhöga brödpriser, men framförallt medelklassens strävan efter att ta del av makten som prästerskapet och adeln hade i sina händer sedan medeltiden.

## Idealistisk historiesyn
En idealistisk historiesyn innebär att man ser idéer, historiska personligheter och ideologier som den främsta drivkraften i historien. Denna syn kan ses som den materialistiska historiesynens motsats då den framhäver individers och idéers betydelse som drivkrafter framför massornas levnadsförhållanden.
Som en reaktion på den franska revolutionen och den franska materialismen på 1700-talet, utformades i Tyskland på 1700-talet och under första tredjedelen av 1800-talet den idealistiska filosofin av filosofer som Kant, Fichte, Friedrich von Schelling och Hegel. Hegel förde den filosofiska idealismen till en extrem yttring: enligt honom är allt idéer eller idéer av en annan form av verklighet.
I den tyske historiefilosofen Friedrich Hegel (1770–1831) idévärld domineras historien av förnuftet. Världsanden driver vetandet framåt och möjliggör utveckling. Det är en progressiv historiesyn där friheten är ett mått på graden av utveckling. Världsanden styr och människorna som till synes verkar avgöra historiska skeden är blott redskap hos denne. Historiska skeenden är såldes inte bestämda av omständigheter som är förankrade i det rådande såsom sociala villkor, utan är bara förverkliganden av världsandens idéer. Därmed är historien deterministiskt betingad.

### Exempel
- Den nazifascistiska politiska teorin presenteras som den avgörande orsak bakom andra världskriget i Europa och Förintelsen.
- Liberalism och upplysningsfilosofernas idéer lyfts upp som franska revolutionens allra största drivkrafter.
- Israel–Palestina-konflikten förklaras utifrån religiösa och kulturella skillnader mellan muslimer och judar.

## Deterministisk historiesyn
Utvecklingen beskrivs som förutbestämd, determinerad. Hegels idealistiska filosofi var även deterministisk.

## Eklektisk historiesyn
Den eklektiska historiesynen innebär att ett historiskt skeende förklaras utifrån olika teorier och modeller. Ett skeende kan förstås genom att använda olika förklaringsmodeller; den eklektiska historikern ser ofta på historiska händelser som ytterst komplexa: därmed behöver man se hur till exempel ideologiska faktorer som mentalitet och socioekonomiska aspekter kan vara avgörande för en händelse, en period, etcetera.
Redan hellenistiska filosofer började kallas eklektiska (från forngrekiska eklektós "utvald"), när de försökte förena Platons och Aristoteles tankar i en enhetlig tankegång. I vår tid karakteriserar begreppet eklektisk i praktiken all postmodernt vetenskapligt tänkande inom de humanistiska disciplinerna.

## Nationell/nationalistisk historiesyn
Denna historiesyn var framträdande främst under senare delen av 1800- och i början av 1900-talet. Den egna nationens historia blir här viktigt och den beskrivs ofta som överdrivet positiv. Kungars insatser för den framtida nationens utveckling lyfts fram och skildras utan ett tydligt kritiskt förhållningssätt. Detta märks inte minst i svensk historieskrivning där Gustav Vasa ofta lyfts fram som en slags landsfader som bara gjorde gott för Sveriges framtida utveckling. Det samma kan sägas om Gustav II Adolf och dennes involverande i trettioåriga kriget. I den nationalistiska historieskrivningen lyfts denna tidsperiod fram som ett tecken på att Sverige en gång i tiden var en stormakt. Det skildras naturligtvis i positiva ordalag. Den egna nationen och dess förflutna lyfts fram och ges en tydlig nationalistisk prägel.

## Emancipatorisk historiesyn
Ordet "emanicipatorisk" innebär frigörande, och denna historiesyn vill lyfta fram, frigöra, dem vars historia utelämnats i den traditionella historieskrivningen. Hit hör den feministiska historiesynen, som vill synliggöra hur kvinnor haft det och hur synen på kvinnor har varit. Man kan säga att historien skrivs "underifrån", och därför får frågan om makt en stor betydelse.

## Kritisk historiesyn
Enligt den kritiska historiesynen ska man inte döma över den tid som varit och inte heller försöka lära eftervärlden. Istället ska man berätta hur det egentligen varit, "wie es eigentlich gewesen", som Leopold von Ranke uttryckte det.

## Religiös/moralisk historiesyn
Den religiösa historiesynen ger uttryck för ett religiöst perspektiv på skeenden som lett fram till i dag. Bibeln och Koranen är exempel på skildringar utifrån en religiös historiesyn. Dessa gör gällande att vad som beskrivs i skrifterna är faktiska skeenden i mänsklighetens historia.

### Exempel
- Gud skapade människan.[2]